# Cchao Naj
Cchao Naj (čínsky pchin-jinem Cáo Nài, znaky 曹鼐; 1402 – 1. září 1449) byl politik čínské říše Ming. Císař Jing-cung ho roku 1440 jmenoval velkým sekretářem, o šest let později stanul v čele sboru sekretářů. Zahynul v bitvě u Tchu-mu.

## Jméno
Cchao Naj používal zdvořilostní jméno Wan-čung (čínsky pchin-jinem Wànzhōng, znaky zjednodušené 万钟, tradiční 萬鍾). Obdržel posmrtné jméno Wen-siang (čínsky pchin-jinem Wénxiāng, znaky 文襄), roku 1457 změněné na Wen-čung (čínsky pchin-jinem Wénzhōng, znaky 文忠).

## Život
Cchao Naj se narodil roku 1402, pocházel z okresu Ning-ťin (dnes v městské prefektuře Sing-tchaj) na jihu provincie Che-pej, byl potomkem sungského politika Cchao Li-junga.
Vynikl v úřednických zkouškách, palácové zkoušky absolvoval a hodnost ťin-š’ získal roku 1433 jako nejlepší student. Jako vynikající absolvent nastoupil do akademie Chan-lin. Zde si ho všimli Jang Žung a Jang Š’-čchi, kteří ho doporučili do velkého sekretariátu. Byl energickým státníkem, převyšujícím své kolegy a roku 1446 stanul v čele sekretariátu jako první velký sekretář.
Roku 1449 doprovázel císaře Jing-cunga na tažení proti Mongolům Esena-tajšiho. V bitvě u Tchu-mu, ve které Jing-cung padl do zajetí, Cchao Naj zahynul.
Za své zásluhy obdržel posmrtné jméno Wen-siang, které Jing-cung po svém návratu k moci roku 1457 změnil na Wen-čung.